# Amédée Galzin
Jean Amédée Galzin est un vétérinaire et mycologue français, né le 1er mai 1853 à Parrinet, un petit village rattaché à la commune de Belmont-sur-Rance (Aveyron), et mort le 14 février 1925 à Parrinet.

## Biographie
En 1878, il obtient son diplôme à École Nationale Vétérinaire de Toulouse. De 1879 à 1905, il sert en tant que vétérinaire militaire, au 4e Régiment de Chasseurs, à Épinal. Il est fait chevalier de la Légion d'honneur en 1899.
Avec l'abbé Hubert Bourdot, il est co-auteur d'une série de publications (11 parties, 1909 à 1925) relatives aux Aphyllophorales de France; toutes les parties étant publiées dans le Bulletin de la Société Mycologique de France. Toujours avec Bourdot, il a publié Heterobasidiae nondum descriptae (Description de quelques champignons gélatineux).
Avec Bourdot, il était l'autorité taxinomique du genre de champignons Oxyporus ainsi que de nombreuses espèces d'aphyllophorales.
"Galzin" est l'abréviation standard d'Amédée Galzin dans une citation d'auteur à la suite d'un nom de taxon botanique ou mycologique. 

## Quand les mycologues vont par paire
A l'instar de Castor & Pollux, Kühner et Romagnesi, Costantin & Dufour, les champignons lignicoles ou sans lames, ces "croûtes" si souvent dédaignées ont leur Bourdot et Galzin. Sachant que Bourdot, contraint à la discrétion par son sacerdoce, vissé à son microscope dans la sacristie transformée en laboratoire, apparaissait comme la tête, là ou Galzin était "les jambes", un "dealer en polypores" ?. Plus d'un mycologue s'est posé la question. La réponse est dévoilée dans la notice nécrologique, où Bourdot décrit le valeureux collaborateur : 
« II était, quand je l’ai connu, en 1903, vétérinaire militaire au 4e Régiment de Chasseurs, à Épinal. II étudiait déjà depuis plusieurs années les champignons des Vosges, et comme tant d’autres mycologues, il se heurtait à des difficultés insurmontables, quand il s’agissait de déterminer les champignons lignicoles.  J’étais moi-même aux prises avec les mêmes difficultés : les espèces se montraient en nature bien plus nombreuses que dans les Iivres, soit elles étaient souvent trop sommairement décrites, sans renseignements micrographiques sur lesquels on put compter. Heureusement, les Fungi Hungarici et Polonici de M Bresadola venaient de paraître, inaugurant une voie nouvelle. Nous tombâmes d’ accord qu’il fallait de part et d'autre des récoltes abondantes, pour trouver d’abord dans ces publications des points de repère nombreux, et faire disparaitre peu à peu les noms provisoires qui s’étaient accumulés dans notre herbier. C'est alors que les récoltes de M. Galzin affluèrent avec une telle profusion, que je me demandais si mon nouveau correspondant n'avait pas a sa disposition toute une escouade de collecteurs. J'ai eu depuis, l’explication de l’énigme, en voyant  M. Galzin à l’œuvre, à St-Priest même, où il vint passer quelques semaines, à diverses reprises. 
« Oculatissimus a dit de lui M. Rues, il semblait que les champignons naissaient sous ses doigts. Il a découvert une foule de petites espèces, taches à peine perceptibles, appartenant aux genres Platygloea, Sebacina, Talasnella , et une série de petits Peniophora qu’on ne soupçonnait pas avant lui. 
Ces légères taches pruineuses étaient-elles des spécimens dégradés, des formes larvaires, débuts d’autres espèces ? Par des observations suivies pendant des années, M. Galzin a résolu le problème pour la plupart d’entre elles : ce sont des espèces aussi réelles que les autres, se reproduisant identiques, sans prendre de plus grand développement. Jusque sur les hautes branches des arbres, sa vue perçante découvrait les champignons ; avec une agilité surprenante, il les atteignait ; puis, sa récolte faite : « Je vais vous montrer comment on descend, disait-il, en se laissant tomber presque librement à travers les branches. 
Dans les bûchers autour des fermes, il soulevait les vieux troncs, retournait toutes les bûches, raflait tout ce qui paraissait intéressant, et remettait tout en place avant même que le maître du logis ne soit accouru à l’appel de ses chiens. Il ne laissait rien perdre dans les buissons, les fourrés, les vieilles haies, où il s’introduisait tout entier en rampant à plat ventre. Un habitant du pays lui dit un jour : c’est bien imprudent ce que vous faites là ; il y a beaucoup de vipères en cet endroit.— 
Parbleu ! je les vois bien ! Tenez. en voila encore une qui file ; elle a bien plus peur que moi !
Après avoir battu le pays dans tous les sens, M. Galzin eut l’idée de se livrer à l’exploration méthodique de certains habitats, les marécages d'abord. Que de journées il a passées dans les marais de Frogefont, dans le Tarn, fouillant les touffes de joncs et de fougères »

## Sélection de publications
Amédée Galzin publie d'abord dans le Bulletin de l’Association vosgienne d’histoire naturelle (Épinal) 
1903, 1 (2) : 17-27 Du parasitisme des champignons basidiomycètes épixyles
1904, 2 (4) : 54-58 Du parasitisme des champignons basidiomycètes épixyles (suite)
1904, 2 (6) : 81-87 Du parasitisme des champignons basidiomycètes épixyles (suite)
1904, 2 (6) : 89-91 La Lenzites abietina B. saprophyte et les dégâts qu’elle peut occasionner
1906, 3 (8) : 124-128 Une visite chez Quélet
- Bourdot, H.; Galzin, A. 1909. Hyménomycètes de France: I. Héterobasidiés. Bulletin de la Société Mycologique de France. 25:15-36
- Bourdot, H.; Galzin, A. 1910. Hyménomycètes de France: II. Homobasidiés: Clavariés et Cyphellés. Bulletin de la Société Mycologique de France. 26:210-228
- Bourdot, H.; Galzin, A. 1911. Hyménomycètes de France: III. Corticiées: Corticium, Epithele, Asterostromella. Bulletin de la Société Mycologique de France. 27(2):223-266
- Bourdot, H.; Galzin, A. 1913. Hyménomycètes de France: IV. Corticiées: Vuilleminia, Aleurodiscus, Dendrothele, Gloeocystidium, Peniophora. Bulletin de la Société Mycologique de France. 28(4):349-409
- Bourdot, H.; Galzin, A. 1914. Hyménomycètes de France: V. Hydnées. Bulletin de la Société Mycologique de France. 30(2):243-280
- Bourdot, H.; Galzin, A. 1920. Hyménomycètes de France: VI. Asterostromés. Bulletin de la Société Mycologique de France. 36:43-47
- Bourdot, H.; Galzin, A. 1921. Hyménomycètes de France: VII. Stereum. Bulletin de la Société Mycologique de France 37: 118-130.
- Bourdot, H.; Galzin, A. 1922. Hyménomycètes de France: VIII. Hymenochaete. Bulletin de la Société Mycologique de France 38: 179-185.
- Bourdot, H.; Galzin, A. 1923. Hyménomycètes de France: IX. Méruliés. Bulletin de la Société Mycologique de France 39 (2): 96-118.
- Bourdot, H.; Galzin, A. 1923. Heterobasidieae nondum descriptae. Bulletin de la Société Mycologique de France 39: 261-266.
- Bourdot, H.; Galzin, A. 1924. Hyménomycètes de France: X. Phylactériés. Bulletin de la Société Mycologique de France 40: 105-136.
- Bourdot, H.; Galzin, A. 1924. Hyménomycètes de France: X. Phylactèriés. Bulletin de la Société Mycologique de France 40 (2): 135-162.
- Bourdot, H.; Galzin, A. 1925. Hyménomycètes de France: XI. Porés. Bulletin de la Société Mycologique de France 41 (1): 98-144.
- Bourdot, H.; Galzin, A. 1925. Hyménomycètes de France: XI. Bulletin de la Société Mycologique de France 41: 145-255.
- Bourdot, H.; Galzin, A. 1927, publ. 1928). Contribution à la Flore Mycologique de la France. 1. Hyménomycètes de France. Hétérobasidiés: Homobasidiés Gymnocarpes. i-iv, 1-761. Sceaux, France; Marcel BRY, Dessinateur Imprimeur.